# Сошники (Ивановская область)
Сошники́ — деревня в в Вичугском районе Ивановской области России. Административный центр Сошниковского сельского поселения.

## Название
До революции 1917 года больше известно как сельцо Никольское (названо по имени Никольской церкви, располагавшейся поблизости, в селе Углец).

## География
Деревня находится в северной части Ивановской области, в зоне хвойно-широколиственных лесов, при реке Сеченка, на расстоянии примерно 4 км (по прямой) северо-востоку от города Вичуга, административного центра района.

### Климат
Климат характеризуется как умеренно континентальный, с умеренно холодной многоснежной зимой и тёплым летом. Средняя температура воздуха самого холодного месяца (января) — −12 °C (абсолютный минимум — −45 °C); самого тёплого месяца (июля) — 18 °C (абсолютный максимум — 38 °C). Продолжительность безморозного периода составляет 110—120 дней. Период активной вегетации растений (со среднесуточный температурой более 10 °C) длится около 127 дней. Годовое количество атмосферных осадков составляет 700—718 мм, из которых большая часть выпадает в тёплый период.

## История
В XIX века в сельце Никольском располагалась известная в России льноткацкая фабрика столового белья генерала фон-Менгдена — одна из самых первых фабрик в Вичугском крае (основана в 1800-е годы). Ткацкая фабрика в Сошниках просуществовала до 1934 года.
В 1907 году при д. Сошниках значился фабричный посёлок «Товарищества мануфактур П. Миндовского и И. Бакакина» с населением в 40 человек и усадьба Никольское с населением в 4 человека.

## Население
| 1872 | 1897 | 2002 | 2010 |
| ---- | ---- | ---- | ---- |
| 215  | ↗277 | ↗544 | ↘473 |

### Историческая численность населения
В 1897 году — 277 человек, в 1907 году — 217 человек (54 двора).

## Известные уроженцы, жители

### Владельцы
- Голицын, Василий Васильевич (1643—1714) — дипломат и государственный деятель допетровской Руси; фактический глава правительства во время регентства царевны Софьи (1682—1689); до 1689 года в Вичюжской волости владел сельцом Быстрь (Быстри) и деревнями Большие и Малые Сушники.
- Фон-Менгден (Фамендин), Иван Алексеевич (ум. 1731) — казанский (1725) и астраханский (1726—1731) губернатор, первый из рода фон-Менгденов владелец вотчины Никольское.
- Фон-Менгден, Михаил Александрович (1781—1855) — генерал-майор, владелец фабрики в сельце Никольском.
- Фон-Менгден, Амалия Георгиевна (1799—1864) — баронесса, фабрикантша (управляла фабрикой в сельце Никольском с 1830 по 1864 гг.).
- Фон-Менгден, Александр Михайлович (1819—1903) — дипломат, последний из рода фон-Менгденов владелец имения Никольское.

## Инфраструктура
Личное подсобное хозяйство с зоной сельскохозяйственного использования, индивидуальная застройка усадебного типа.
Сошниковская основная общеобразовательная школа.

## Транспорт
Автобусное сообщение с райцентром. Остановка общественного транспорта «Сошники».